# Glinki Radowskie
Glinki Radowskie (niem. Klein Rader Ziegelei lub Peltret's-Vorwerk) – nieistniejąca jednostka osadnicza w Polsce położona w województwie lubuskim, w powiecie słubickim, w gminie Górzyca.
Jednostka osadnicza składała się wyłącznie z Państwowego Gospodarstwa Rolnego. Zlikwidowana z chwilą likwidacji PGR-u.
Była położona przy drodze nieutwardzonej z Lasek Lubuskich do Sienna.
Obecnie nazwa całkowicie wyszła z użycia.